# سانتا ماریا دلا ویتوریا
سانتا ماریا دلا ویتوریا (ایتالیایی: Santa Maria della Vittoria) یک کلیسای کاتولیک انتصابی وقف‌شده برای مریم است که در رم ایتالیا واقع شده است. سانتا ماریا دلا ویتوریا به خاطر تندیس شاهکار جان لورنتسو برنینی به نام خلسهٔ سانتا ترسا شهرت جهانی دارد.

## نگارخانه

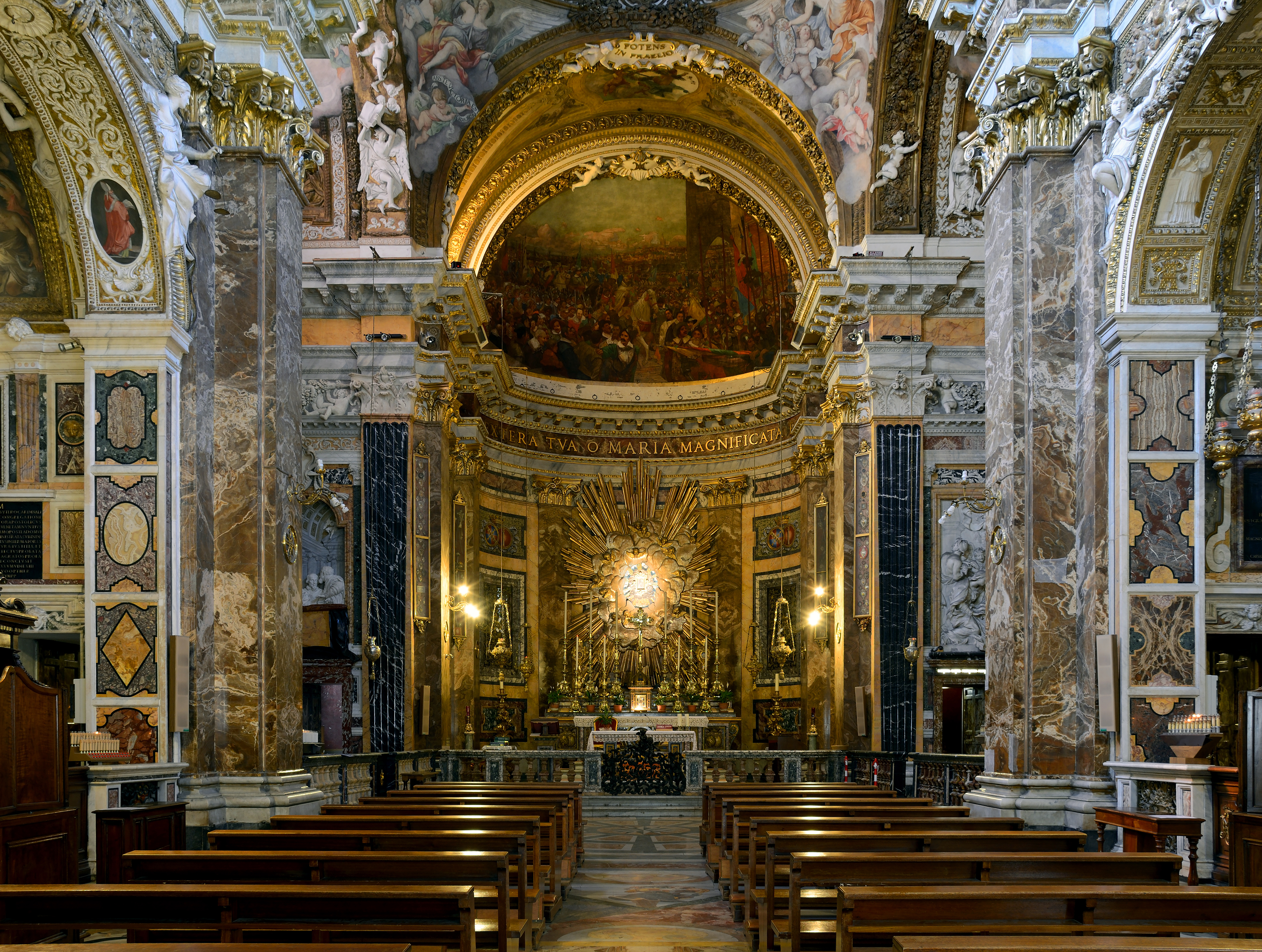
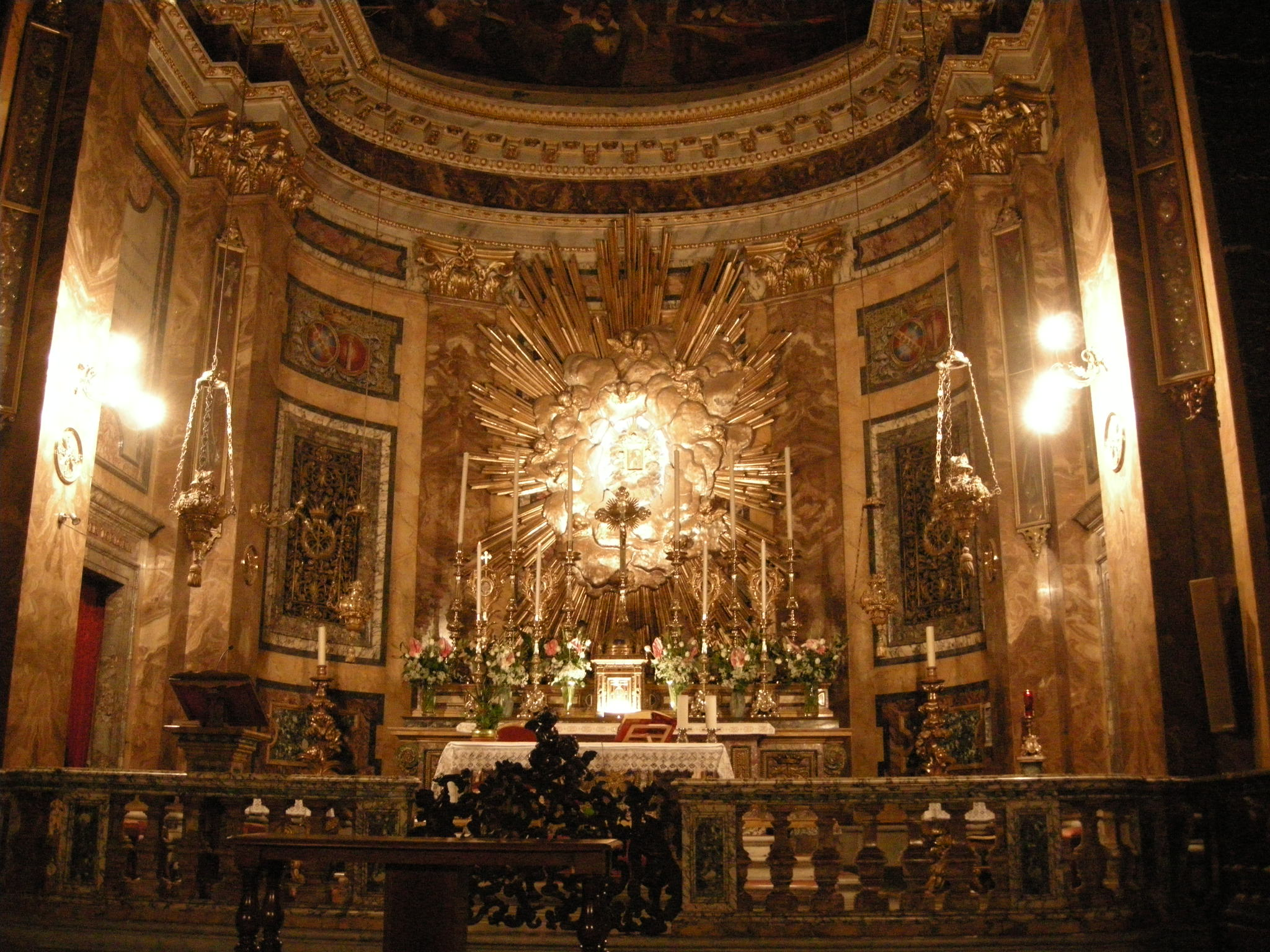
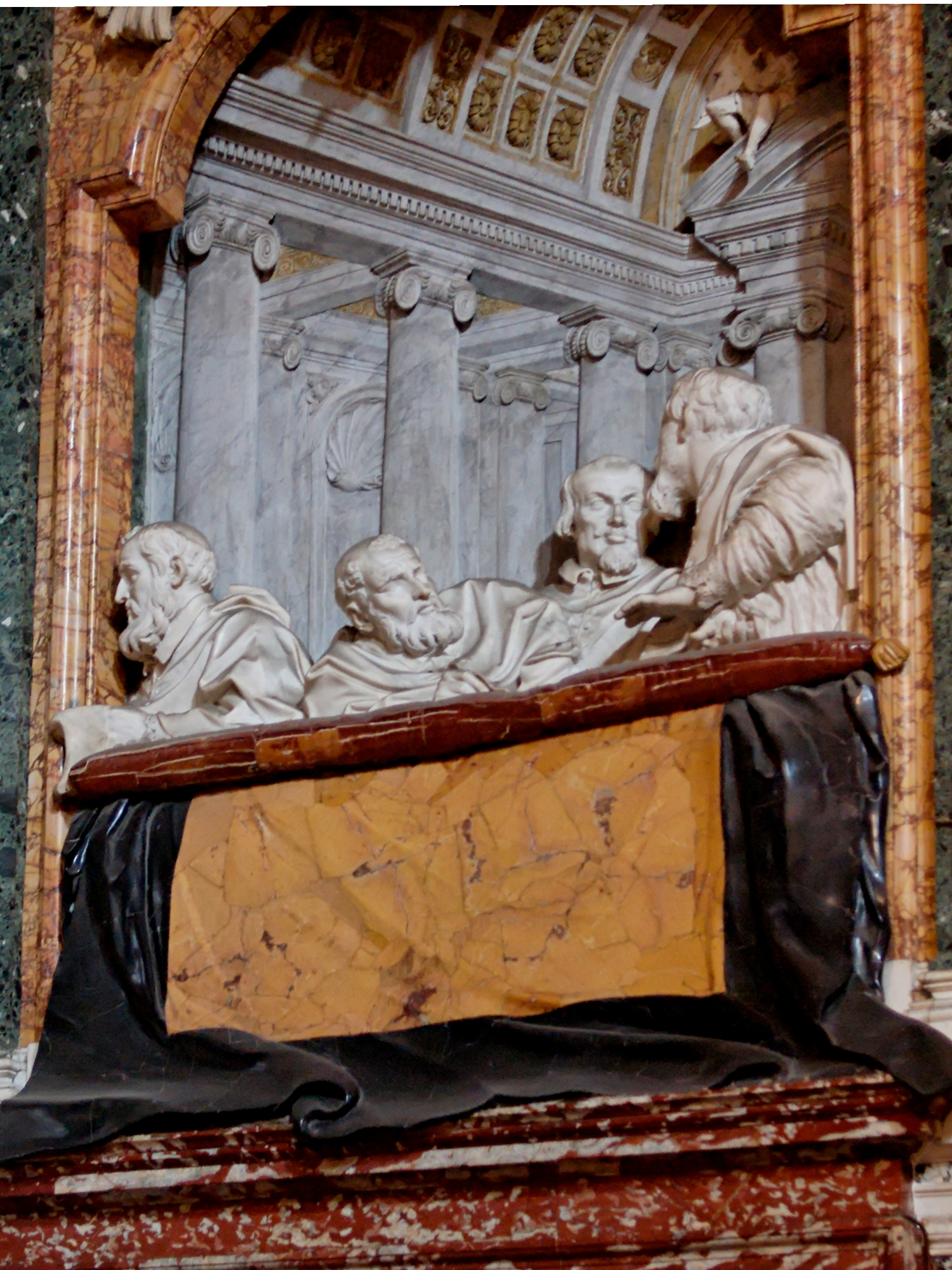
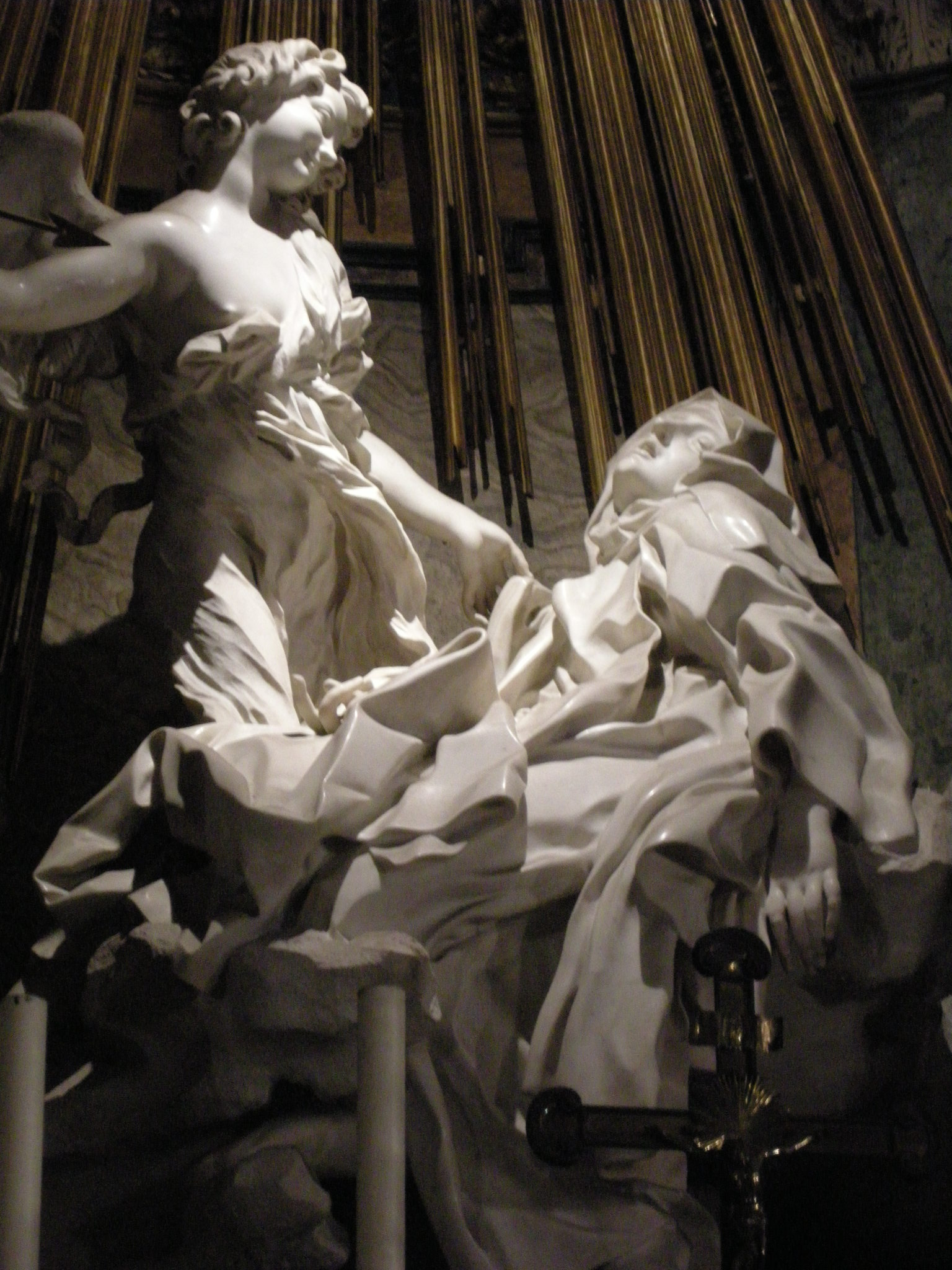
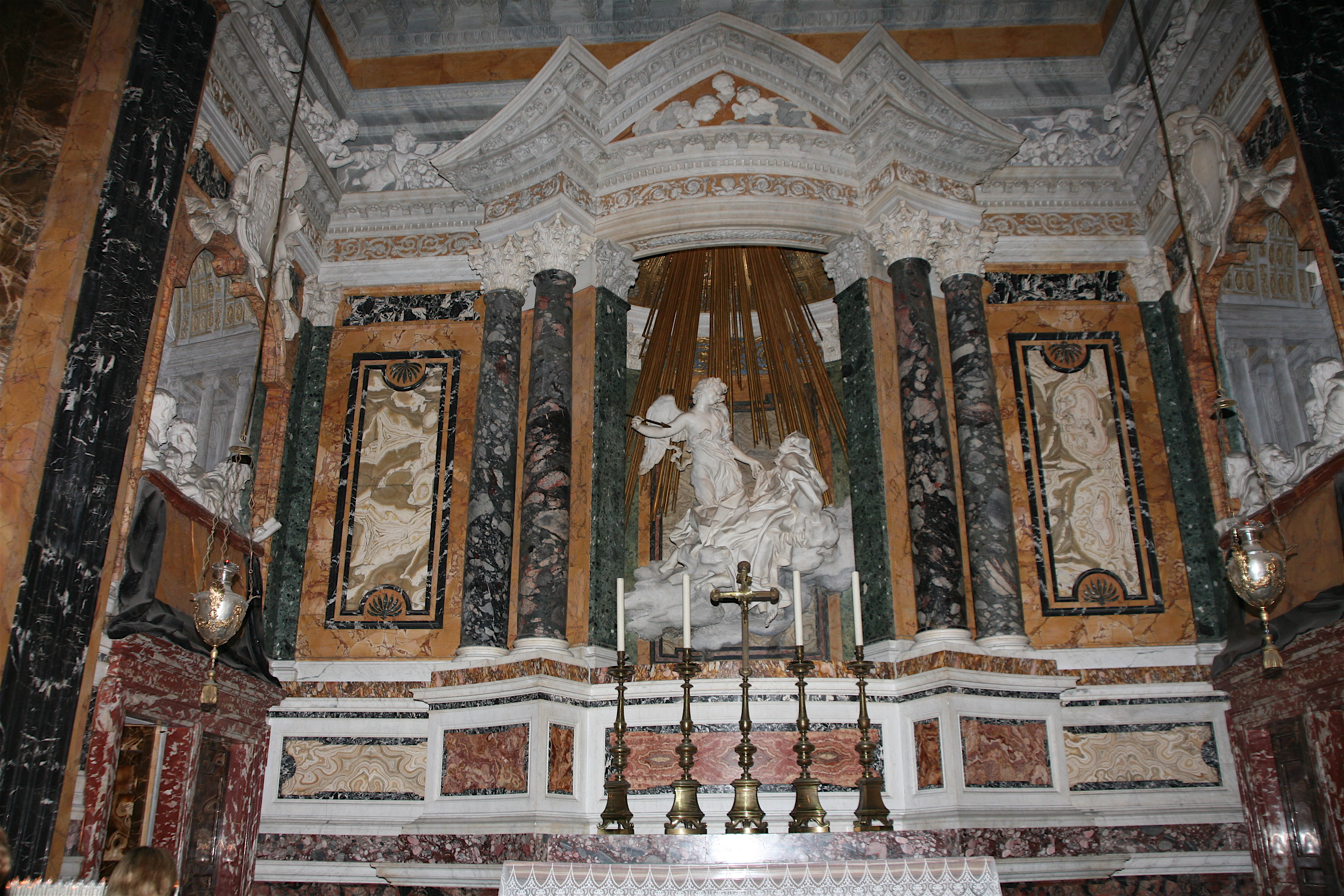
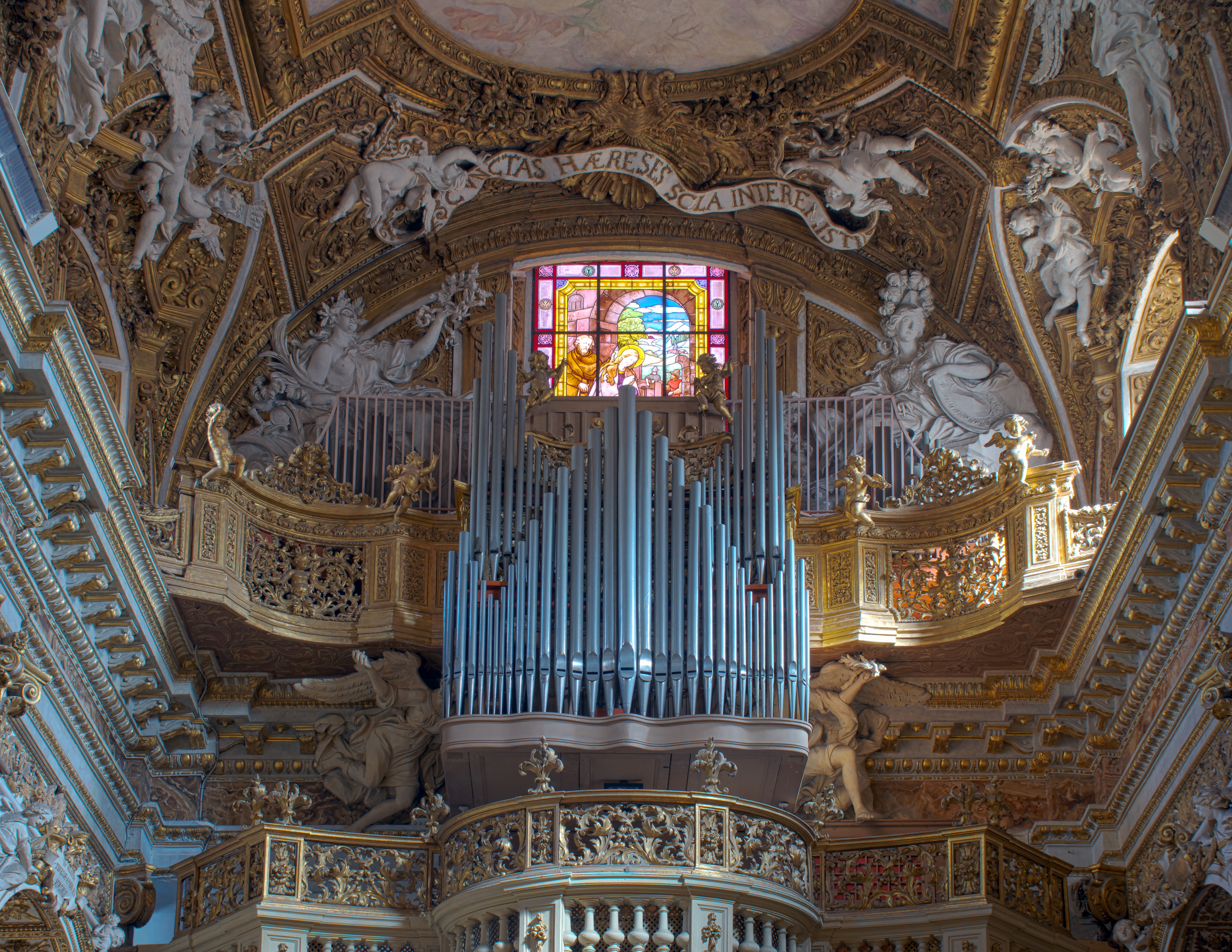